# لوسيوس باركر
لوسيوس باركر (بالإنجليزية: Lucius Barker)‏ هو عالم سياسة أمريكي، ولد في 1928.